# Louis Rainer
Louis Rainer, auch Luis Rainer (* 2. August 1885 als Alois Rainer in Brixen, Tirol, Österreich-Ungarn, heute Südtirol, Italien; † 19. März 1963 in Montagnola, Tessin, Schweiz) war ein österreichischstämmiger Schauspieler.

## Leben
Louis Rainer trat schon vor dem Ersten Weltkrieg am Theater auf und spielte unter anderem in Zürich. Gleich nach dem Krieg wechselte er an das Deutsche Theater in Berlin unter der Leitung Max Reinhardts. In den verbleibenden 20er Jahren trat Rainer unter anderem in Salzburg, Wien, Wiesbaden, Düsseldorf (Schauspielhaus) und erneut Berlin (Renaissancetheater) auf. Seit 1929 fand Rainer, der nunmehr seinen Vornamen in „Luis“ modernisierte, exklusiv am Dresdner Schauspielhaus auf. Dort war eine seiner frühen Erfolgsrollen 1930 der Narr in William Shakespeares Was ihr wollt. Den Zweiten Weltkrieg verbrachte der Künstler an den Preußischen Staatstheatern unter der Leitung von Gustaf Gründgens. Nach 1943 fand Rainer kein Engagement mehr.
Rainers Paraderolle auf der Bühne war der Tod im Jedermann, den er in den 20er und 30er Jahren als Partner von Alexander Moissi (in der Titelrolle) im Rahmen der Salzburger Festspiele mehrfach verkörperte.
Zwischen Mitte der 30er Jahre und Ende des Zweiten Weltkriegs erhielt Luis Rainer auch sporadisch Filmrollen angeboten, beginnend mit dem Part des Franz Liszt in Carmine Gallones musikalischem Lustspiel Wenn die Musik nicht wär‘. Dabei handelte es sich überwiegend um größere Nebenrollen wie der alte Hirte Nando, den er in Leni Riefenstahls Opernverfilmung Tiefland verkörperte.
Nach dem Krieg ließ sich Luis Rainer in der Schweiz nieder. Dort konnte man ihn letztmals 1957 auf der Leinwand sehen, als er in dem Drama Der 10. Mai von Franz Schnyder einen alten, illegal in die Schweiz einreisenden deutschen Flüchtling verkörperte, der an einem Fahrkartenschalter der Schweizer Bahn von einem Grenzpolizisten abgeführt wird, als er nicht mit Franken bezahlen kann.

## Probleme im Dritten Reich
Rainers Ehe mit einer Jüdin sowie seine ausländische Nationalität – als gebürtiger Südtiroler war er nach 1918 automatisch italienischer Staatsbürger geworden – brachten dem Künstler seit 1933 beträchtliche Probleme. Zwar war er seit 1933 Mitglied der Reichstheaterkammer, wollte aber nun nach seinem Einstand als Filmschauspieler 1935 auch in die Reichsfilmkammer aufgenommen werden. Als Ausländer unterlag er der von den Nationalsozialisten eingeführten sogenannte 'Kontingentpflicht', mit der man die Anzahl ausländischer Filmkünstler im nationalsozialistischen Deutschland klein halten wollte. So verwehrte man ihm zwar einerseits nicht die Aufnahme in die Kammer, gab ihm andererseits jedoch kaum Rollen. Die Ehe mit einer gemäß den NS-Rassegesetzen 'Volljüdin' führte dazu, dass Rainer ab 1937 (bis 1939) sogar für seine Theaterarbeit in Dresden nunmehr eine Sondergenehmigung benötigte.
Als der staatliche Druck auf ihn immer größer wurde, beugte sich Rainer diesem gleich in zweifacher Hinsicht: Er legte 1941 die italienische Staatsbürgerschaft ab und nahm stattdessen die deutsche an. Und im darauf folgenden Jahr ließ er sich von seiner jüdischen Ehefrau scheiden. Daraufhin erhielt Rainer im Mai 1943 den Bescheid, dass nunmehr einer „ordentlichen Mitgliedschaft zur Reichstheaterkammer“ nichts mehr im Wege stünde.

## Filmografie
- 1935: Wenn die Musik nicht wär’[4]
- 1937: Menschen ohne Vaterland
- 1939: Der ewige Quell
- 1940/54: Tiefland
- 1942: Der Fall Rainer
- 1944: Der Mann, dem man den Namen stahl
- 1957: Die Angst vor der Gewalt (Der 10. Mai)